# Lítio-7
O lítio-7 é, de longe, o isótopo mais comum de lítio natural, constituindo cerca de 92,5% dos átomos. Todo átomo de lítio-7 contém 3 prótons, 4 nêutrons e 3 elétrons, e ele é um bóson, o que significa que a sua cisão total atômica é um número inteiro, geralmente zero. No universo, devido às suas propriedades nucleares, o lítio-7 é menos comum do que hélio, berílio, carbono, azoto ou oxigênio, apesar dos quatro últimos terem núcleos mais pesados do que o de lítio.
O lítio que sobra da produção de lítio-6, o qual é enriquecido em lítio-7 e empobrecido em lítio-6, foi vendido comercialmente e um pouco dele foi despejado no meio ambiente. A relativa abundância de lítio-7 em 35% maior do que a abundância natural, foram medidos na água subterrânea de um aquífero de carbonato debaixo do Valley West Creek, na Pensilvânia, que é a jusante de uma usina de processamento de lítio. No lítio derramado, a abundância relativa de lítio-6 pode ser reduzida para tão pouco quanto 20% do seu valor nominal, dando uma massa atômica de lítio descarregado que pode variar de cerca de 6,94 unidades de massa atômica a cerca de 7,00 a.m.u. Portanto, neste exemplo, a composição isotópica do lítio pode variar um pouco dependendo da sua origem. Uma massa atômica precisa para as amostras de lítio não pode ser medida para todas as fontes de lítio.